# 榮鐘士
榮鐘士（英語：Edward Irvine Wynne-Jones，1895年7月25日—1968年4月23日)，一譯溫鐘士，英國殖民地官員，曾擔任理民官、勞工主任等職位；1936年至1948年間多次擔任香港郵政司一職。
一戰期間，榮鐘士曾參與歐洲戰事。戰後，他於1920年加入港府。擔任郵政司期間，他曾協助居港婦孺疏散以及進行廣播管制；亦於赤柱拘留營設計出首個香港紋章，並於1947年向港督楊慕琦爵士匯報其設計，惟最終未被接納。

## 早年生涯
榮鐘士於1895年出生於印度阿薩姆邦，是湯瑪士·約翰·瓊斯（Thomas John Jones）和伊利沙伯·韋恩·威廉姆斯（Elizabeth Wynne Williams）的兒子，兩人皆來自威爾斯。榮鐘士早年就讀菲爾斯特德學校（Felsted School），之後負笈牛津大學耶穌學院，但不久以後一戰爆發，榮鐘士遂於1914年加入軍官訓練兵團轄下的步兵團受訓，之後服役於威爾士軍團第8營（8th Battalion, Welsh Regiment），任職少尉，翌年獲擢升為上尉。一戰結束後，他以上尉階級從軍中退伍。

## 殖民地生涯
退役後，榮鐘士於1920年以官學生身份加入香港政府。投身港府初年，他便被調派至理民府，出任南約理民官，但於翌年調任北約理民官。任內，新界六日戰間被運至英國的吉慶圍鐵門運回香港，榮鐘士出席交還鐵門儀式，並受鄧氏鄉紳邀請，在儀式上致辭。1926年，他再次出任南約理民官。兩年後，榮鐘士卸任理民官一職，轉任九龍巡理府，但一年後旋即被調任為助理輔政司兼定例行政兩局秘書，再於翌年因理民官出缺的緣故，兼任北約理民官和南約理民官兩職，負責新界事務。1933年，榮鐘士再度出任九龍巡理府，至1936年出任郵政司為止。

### 香港郵政司
榮鐘士任內，航運業得以發展。帝國航空（The Imperial Airways）來往香港至檳城的商業航線開辦。此外，中國航空於1936年將業務擴展至香港，翌年泛美航空業務亦涵蓋香港，郵政局亦有郵寄至漢口及天津的直銷函件服務。1938年，榮鐘士規定頭等郵件必須以空運方式運送:R1。除了郵政事務，榮鐘士亦負責廣播事宜。1938年，他兼任廣播委員會以及廣播事務諮詢委員會主席，負責為廣播政策提出建議。他曾指出，香港廣播業發展相當快速，聽眾數目快速上升，也更國際化。其任內，香港電台加設一個錄音室以及控制室，以滿足日益增長的需求。另外，香港電台1939年於中文台加設客家話和旁遮普語節目:R4。除此之外，榮鐘士亦負責廣播管制。1938年，他以同盟社收藏無牌無線電機為理由，禁止該組織接收電報。
因應二戰於歐洲爆發，可能為香港帶來威脅，榮鐘士遂於1939年8月透過電台廣播勸喻非隸屬任何作戰部隊居民之婦孺向政府登記，以便安排撤離，並勸喻他們盡早離開香港。但榮鐘士於一個月後發現仍有一大部份人士尚未向政府登記，他於是再次敦促他們登記，並指出萬一香港遭遇重大危機，居港婦孺需要強制撤離；又重申局勢變幻無常，市民務必做好準備。榮鐘士於1940年一度出任勞工主任，至1941年回任郵政司。同年，他與澳州廣播部門合作，向身處於當地的香港居民播放香港電台頻道。1941年，榮鐘士被任命為香港通訊輔助隊總監。
香港淪陷期間，榮鐘士與其他香港政府官員被日治政府拘禁於赤柱拘留營內。榮鐘士於拘留營內繪畫一套以「勝利和平紀念」郵票的草稿，在其草稿中，兩排文字「鳳鳥復興，漢英昇平」分別於郵票的兩邊，正中間則繪有不死鳥。其設計於戰後被英國殖民地部採納作紀念香港重光的郵票。此外，他又設計出首個代表香港的紋章，並於1947年向港督楊慕琦爵士匯報其設計，但楊慕琦並不對原有「阿群帶路圖」圖案反感，最終沒有接納其設計。
香港重光後，榮鐘士復任郵政司一職。鑑於戰前仍有大量信件未及於淪陷前寄出。為解決信件堆積問題，榮鐘士遂為這些信件蓋上印章，以標示該信件於日佔時期期間被扣留在港；此外，戰後初期香港沒有可用的郵票，郵政局一度需要以印章代替郵票，至1945年年尾才恢復使用郵票。香港郵政與廣播業於戰後發展迅速，榮鐘士於1948年接受《香港工商日報》訪問時表示，郵票銷售量節節上升，甚至已超越戰前水平。此外，政府正積極考慮容許電台播放商業廣告。

### 晚年生涯
榮鐘士於1948年辭去郵政司一職，退休歸國，結束28年殖民地生涯。榮鐘士退休後居於英國薩里郡，並於1968年4月23日於當地逝世，終年72歲。

## 個人生活
榮鐘士1920年於阿伯里斯特威斯迎娶莫爾福溫·沃恩·歐文（Morforwyn Vaughan Owen）為妻，兩人共育有一子兩女，分別名為約翰（John）、莫妮（Molly）和露絲瑪莉（Rosemary）。
榮鐘士的興趣包括草地滾球和射擊。此外，他曾於1943年和1946年兩度擔任聖大衛協會（St. David's Society）主席。